# Silvia Ruffini
Silvia Ruffini (1475 – Roma, 6 dicembre 1561) è stata una nobildonna italiana, amante del cardinale Alessandro Farnese (Papa Paolo III dal 1534) e madre dei suoi quattro figli.

## Biografia
Figlia di Rufino Ruffini e di Giulia (il cognome è sconosciuto); aveva quattro fratelli (Giacomo, Girolamo, Ascanio e Mario) e due sorelle (Camilla e Ippolita).  
Si sposò negli anni novanta del XV secolo (al più tardi nel 1496) col mercante romano Giovanni Battista Crispo, da cui ebbe tre figli tra cui il futuro cardinale Tiberio Crispo.  
Crispo morì nel 1501, ma la prima figlia della Ruffini e di Alessandro Farnese, Costanza, nacque probabilmente già nel 1500. Dal cardinale, Silvia ebbe anche altri tre figli maschi:
- Costanza (1500-1545), che ha sposato Bosio II Sforza di Santa Fiora, IX conte di Santa Fiora;
- Pier Luigi Farnese (1503-1547), duca di Parma e Piacenza;
- Paolo Farnese (1504-1512);
- Ranuccio Farnese (1509-1529).